# Северин Бијелић
Северин Бијелић (Београд, 10. фебруар 1921 — Вела Лука, 28. јул 1972) био је српски и југословенски глумац.

## Биографија
Његов отац био је познати српски сликар Јован Бијелић.
Најпре је учио трговачку школу у Београду и бавио се спортом (био је фудбалски голман, врхунски пливач и један од пионира ватерполо спорта у Београду). Члан Народног позоришта у Београду био је од 1949. године. Поред позоришта истицао се на филму и телевизији. Играо је у више од 30 филмова, а значајније улоге је остварио у филмовима: „Невјера“ (1953), „Аникина времена“ (1954), и „Велики и мали“ (1956), Владимира Погачића; „Буђење пацова“ (1967), „Кад будем мртав и бео“ (1967), и „Заседа“ (1969), Жике Павловића; „Песма са Кумбаре“ (1955), Радоша Новаковића; „Ешалон доктора М.“ (1955), Жике Митровића; „Госпођа министарка“ (1958), Жоржа Скригина и др.
Преминуо је од последица срчаног удара током одмора у Велој Луки. 
Сахрањен је у Алеји заслужних грађана на Новом гробљу у Београду.

## Спортска каријера
Пре него што је постао познати глумац Северин Бијелић се у младости активно бавио спортом. Био је фудбалски голман, наступао је за београдске клубове БАСК и Обилић, а играо је и за младу репрезентацију Краљевине Југославије до 21. године.
Такође је био активан и веома успешан пливач, наступао је дуго за београдски пливачки клуб "Север".
У 1938. био је најбољи пливач Београдског подсавеза, у августу 1940. је јављено да је "пливао 400 метара прсно за 13 секунди боље од југословенског рекорда". Након пливања је био и ватерполиста, па је по завршетку Другог светског рата био члан прве генерације Црвене звезде да би потом наступао и за ривалски, тада тек основани Партизан. И његова сестра Дубравка је била успешна пливачица (завршила је у логору Бањица и стрељана 1944).
У рано пролеће 1943. био је обухваћен обавезним радом у Бору.

## Приватан живот
Бијелић је имао двоје деце: Павла и Дубравку (1960 - 2008, конзерватор за текстил у Музеју примењене уметности).
У Музеју Народног позоришта у Београду приређена му је изложба сећања 2023. године.

## Филмографија
|                   | 1940 ▼ | 1950 ▼ | 1960 ▼ | 1970 ▼ | Укупно |
| ----------------- | ------ | ------ | ------ | ------ | ------ |
| Дугометражни филм | 1      | 17     | 23     | 2      | 43     |
| ТВ филм           | 0      | 2      | 15     | 4      | 21     |
| ТВ серија         | 0      | 0      | 7      | 4      | 11     |
| ТВ кратки филм    | 0      | 0      | 0      | 1      | 1      |
| Укупно            | 1      | 19     | 45     | 11     | 76     |

| Год.       | Назив                                     | Улога                            |
| ---------- | ----------------------------------------- | -------------------------------- |
| 1940-те ▲  |                                           |                                  |
| 1949.      | Прича о фабрици                           |                                  |
| 1950-те ▲  |                                           |                                  |
| 1951.      | Последњи дан                              | Бруно                            |
| 1953.      | Невјера                                   | Иво Лединић                      |
| 1954.      | Аникина времена                           | Јакша                            |
| 1955.      | Ешалон доктора М.                         | Рамадан                          |
| 1955.      | Тренуци одлуке                            |                                  |
| 1955.      | Два зрна грожђа                           |                                  |
| 1955.      | Песма са Кумбаре                          | Милисав Чамџић Чамџија           |
| 1956.      | Последњи колосек                          | Тома                             |
| 1956.      | Потрага                                   |                                  |
| 1956.      | Велики и мали                             | Жика                             |
| 1957.      | Суботом увече                             | водник                           |
| 1957.      | Поп Ћира и поп Спира                      | црквењак Аркадије                |
| 1957.      | Вратићу се                                | Јован Мартиновић, учесник у тучи |
| 1958.      | Госпођа министарка                        | Чеда Урошевић                    |
| 1958.      | Те ноћи                                   | Милиционер Миле                  |
| 1958.      | Април и детективи                         |                                  |
| 1958.      | Црни бисери                               | Марко                            |
| 1959.      | Љубавно писмо                             |                                  |
| 1959.      | Сам                                       | Командир                         |
| 1959.      | Пукотина раја                             | инспектор Наумовић               |
| 1960-те ▲  |                                           |                                  |
| 1960.      | Дилижанса снова                           | возач дилижансе                  |
| 1960.      | Друг председник центарфор                 | Мирко                            |
| 1960.      | Љубав и мода                              | рођак                            |
| 1961.      | Нема непознатих острва                    |                                  |
| 1961.      | Случајан погодак                          |                                  |
| 1962.      | Саша                                      | Јова                             |
| 1962.      | Медаљон са три срца                       | Павле, бродски официр            |
| 1963.      | Двоструки обруч                           | Томо                             |
| 1963.      | Човјек са фотографије                     |                                  |
| 1964.      | Народни посланик                          | Јовица Јерковић                  |
| 1964.      | Пут око света                             | шериф                            |
| 1965.      | Доћи и остати                             |                                  |
| 1966.      | Провод                                    |                                  |
| 1966.      | Како су се волели Ромео и Јулија?         | Радош Миловановић                |
| 1967.      | Терговци                                  | Давид Рацковић                   |
| 1967.      | Регинин сат (ТВ)                          |                                  |
| 1967.      | Десети рођаци (ТВ)                        |                                  |
| 1967.      | Кад будем мртав и бео                     | официр                           |
| 1967.      | Дивље семе                                | Добривоје                        |
| 1967.      | Јелена Ћетковић                           | агент Гавра                      |
| 1967.      | Волите се људи                            |                                  |
| 1967.      | Скупљачи перја                            | религиозни сељак                 |
| 1967.      | Палма међу палмама                        | Паско, морепловац                |
| 1967.      | Буђење пацова                             | Лале, фотограф                   |
| 1967.      | Дим                                       | Рихтер полицајац 1               |
| 1967.      | Пробисвет (ТВ серија)                     |                                  |
| 1968.      | Поход                                     | руски генерал                    |
| 1968.      | Епидемија здравља                         |                                  |
| 1968.      | Тим који губи (ТВ)                        |                                  |
| 1968.      | Операција Београд                         | Тимотије/Тиминг                  |
| 1968.      | Quo vadis Живораде                        | Јеврем                           |
| 1968.      | Изгубљено писмо                           |                                  |
| 1968.      | Швабица                                   |                                  |
| 1968.      | Сајам на свој начин                       |                                  |
| 1968.      | Краљевић Марко по други пут међу Србима   |                                  |
| 1968.      | Патриота и син А. Д. (ТВ)                 |                                  |
| 1968.      | Вукадин                                   |                                  |
| 1968.      | Максим нашег доба                         |                                  |
| 1968.      | Код Лондона                               |                                  |
| 1969.      | Подвала                                   |                                  |
| 1969.      | Заседа                                    | Зека                             |
| 1969.      | Крвава бајка                              | Пиљаков отац                     |
| 1969.      | Вране                                     | Ђукин тренер                     |
| 1969.      | Самци 2                                   |                                  |
| 1968-1969. | ТВ Буквар                                 | Дика Пајић                       |
| 1970-те ▲  |                                           |                                  |
| 1970.      | Дан који треба да остане у лепој успомени |                                  |
| 1970.      | Хајдучија                                 | жандармеријски наредник          |
| 1971.      | Шешир професора Косте Вујића              | Крунослав Спасић, каменорезац    |
| 1971.      | Овчар                                     | Стриц Добривоје                  |
| 1971.      | Чеп који не пропушта воду                 | Глиша                            |
| 1971.      | Директор                                  |                                  |
| 1971.      | С ванглом у свет                          |                                  |
| 1971.      | Чедомир Илић                              | Митар Лазаревић                  |
| 1971.      | Дипломци                                  | Бата Негулеско                   |
| 1972.      | И Бог створи кафанску певачицу            | возач камиона                    |
| 1972.      | Мајстори                                  | таксиста Мија                    |